# Лібералізація ЄС візового режиму для України
Лібералізація ЄС візового режиму для України — має на меті надання українським громадянам можливості здійснювати без віз короткострокові (до 90 днів) поїздки до держав-членів ЄС, сторін Шенгенської Угоди.
«План дій щодо лібералізації ЄС візового режиму» — надано Україні на саміті Україна — ЄС у листопаді 2010.

## Історія і перспективи
Діалог щодо лібералізації ЄС візового режиму започатковано Європейським Союзом на Паризькому саміті Україна — ЄС у вересні 2008.
У листопаді 2010 на саміті Україна — ЄС Україні надано «План дій щодо лібералізації ЄС візового режиму».
18 грудня 2015 Європейська Комісія оприлюднили шосту доповідь про стан виконання Україною Плану дій, відзначивши успішне виконання Україною всіх необхідних критеріїв.
На початку 2016 Європейська Комісія підготує та внесе на розгляд Ради ЄС та Європейського Парламенту законодавчу пропозицію про вилучення України з переліку держав з візовим режимом в'їзду та включення нашої держави до переліку країн, громадяни яких не потребують віз для короткострокових (до 90 днів) поїздок до держав-учасниць Шенгенської угоди.
За практикою, після внесення законодавчої пропозиції юридичні процедури її розгляду Європейським Парламентом та Радою ЄС можуть тривати до 6 місяців.

## Критерії в Плані дій
План дій містить перелік конкретних критеріїв ЄС за чотирма блоками:
- безпека документів, включаючи впровадження біометричних даних;
- управління міграцією, у тому числі протидія нелегальній міграції та реадмісія;
- громадський порядок та безпека;
- забезпечення основоположних прав і свобод людини.

## Фази Плану дій
План дій виконується у дві фази:
- в рамках першої (законодавчої) у відповідність до стандартів ЄС мають бути приведені законодавство та нормативні акти у відповідних сферах;
- під час другої (імплементаційної) — необхідно організувати практичне виконання оновленого законодавства та забезпечити функціонування відповідно до стандартів ЄС національної практики у сферах, охоплених Планом дій.

## Моніторинг Плану дій
Протягом періоду виконання Україною Плану дій Європейською Комісією та Європейською службою зовнішньої діяльності за участю експертів держав-членів ЄС здійснюється моніторинг та оцінка прогресу України у його реалізації.

## Офіційні привітання
10 червня 2017 року Президент України Петро Порошенко звернувся з приводу започаткування безвізового режиму з країнами Європи.
Президент Європейської Ради Дональд Туск привітав українців з безвізовим режимом між Євросоюзом та Україною.
Прем’єр-міністр України Володимир Гройсман привітав українців із безвізом з ЄС.

## Див.також
- Безвізовий режим між Україною та Європейським Союзом
- Угода між Україною та ЄС про спрощення оформлення віз
- Хронологія відносин України з ЄС